# Haudonville
Haudonville település Franciaországban, Meurthe-et-Moselle megyében. Lakosainak száma 82 fő (2022. január 1.). Haudonville Franconville, Gerbéviller, Lamath és Moriviller községekkel határos.

## Népesség
A település népességének változása:
| Lakosok száma | 107  | 94   | 93   | 90   | 89   | 88   | 87   | 85   | 83   | 82   |
|               | 1968 | 1982 | 1990 | 2006 | 2013 | 2015 | 2017 | 2019 | 2020 | 2022 |